# بول لينداو
بول لينداو (بالألمانية: Paul Lindau )‏ (و. 1839 – 1919 م) هو كاتب سيناريو، وصحفي، ومؤلف، وناقد أدبي، وكاتب ألماني، ولد في ماغديبورغ، توفي في برلين، عن عمر يناهز 80 عاماً.

## التعليم
تعلم في جامعة لايبتزغ، وجامعة هومبولت في برلين.

## وصلات خارجية
- بول لينداو على موقع IMDb (الإنجليزية)
- بول لينداو على موقع أول موفي (الإنجليزية)